# Relações entre Iraque e Reino Unido
As relações entre Iraque e Reino Unido são as relações diplomáticas estabelecidas entre a República do Iraque e o Reino Unido da Grã-Bretanha e Irlanda do Norte. O início do Mandato Britânico da Mesopotâmia e a ocupação das três províncias otomanas de Moçul, Bagdá e Baçorá, após o fim da Primeira Guerra Mundial, foram os precursores para a criação do estado do Iraque.